# Lavadytis pyrenae
Lavadytis pyrenae — викопний вид гусеподібних птахів родини Качкові (Anatidae), що існував у міоцені (16,1-14,6 млн років тому) у Північній Америці. Скам'янілі рештки птаха знайдено у високогірній кальдері у штаті Невада (США). Знайдено декілька кісток, що належать, принаймні, чотирьом особинам.